# Нижнє Суроново
Нижнє Суро́ново (рос. Нижнее Суроново) — починок у складі Шарканського району Удмуртії, Росія.

## Населення
Населення — 10 осіб (2010; 15 у 2002).
Національний склад станом на 2002:
- удмурти — 100 %

## Урбаноніми[3]
- вулиці — Лучна